# Estação Recreo
A Estação Recreo é uma das estações do Metrô de Valparaíso, situada em Viña del Mar, entre a Estação Portales e a Estação Miramar. É administrada pelo Metro Regional de Valparaíso S.A..
Foi inaugurada em 23 de novembro de 2005. Localiza-se no cruzamento da Avenida España com a Rua Bajada Bustos. Atende o setor Recreo Bajo.